# Pohár FAČR 2015-2016
La Coppa della Repubblica Ceca 2015-2016 di calcio (in ceco Pohár české pošty), conosciuta anche come MOL Cup per ragioni di sponsorizzazione, è stata la 23ª edizione del torneo, iniziata il 18 luglio 2015 e terminata il 18 maggio 2016.

## Turno preliminare
Partecipano 46 squadre: 1 della CFL, 7 della MSFL e 38 squadre provenienti dal quarto livello del campionato ceco di calcio.
| Squadra 1                | Risultato       | Squadra 2                  |
| ------------------------ | --------------- | -------------------------- |
| 18 luglio 2015           |                 |                            |
| Holice                   | 2 – 0           | OEZ Letohrad               |
| Rakovník                 | 0 – 2           | Meteor Praga VIII          |
| Blansko                  | 0 – 3           | Líšeň                      |
| Dvůr Králové             | 3 – 0           | Sparta Kutná Hora          |
| Havířov                  | 1 – 2           | Lokomotiva Petrovice       |
| Kladno                   | 3 – 1           | Aritma Praga               |
| Sokol Kratonohy          | 1 – 1 (4-5 dtr) | Sokol Jablonec nad Jizerou |
| OSS Lomnice              | 1 – 5           | Senco Doubravka            |
| Jiskra Mšeno             | 1 – 5           | Nový Bor                   |
| Odra Petřkovice          | 1 – 2           | Dolní Benešov              |
| Vilémov                  | 2 – 2 (4-3 dtr) | Lovosice                   |
| Sokol Živanice           | 4 – 1           | SK Benátky nad Jizerou     |
| Chomutov                 | 2 – 1           | Baník Souš                 |
| 19 luglio 2015           |                 |                            |
| Ústí nad Labem           | 2 – 1           | Valašské Meziříčí          |
| Milevsko                 | 0 – 3           | SK Klatovy 1898            |
| ČSK Uherský Brod         | 1 – 2           | Hodonín                    |
| FK Brandýs nad Labem     | 3 – 0           | Sokol Nové Strašecí        |
| ABC Braník               | 3 – 2           | Sokol Libiš                |
| FC Chotíkov 1932         | 2 – 2 (0-3 dtr) | Hořovicko                  |
| FC Slovan Havlíčkův Brod | 0 – 1           | Pelhřimov                  |
| Hradiště                 | 1 – 8           | Slavoj Český Krumlov       |
| Jiskra Jaroměř           | 0 – 6           | Trutnov                    |
| Litvínov                 | 0 – 1           | Admira Praga               |
| Mondi Štětí              | 1 – 1 (0-3 dtr) | FK Litoměřicko             |
| Olympia Hradec Králové   | 2 – 0           | Pěnčín-Turnov              |
| ZČE Plzeň                | 2 – 4           | Karlovy Vary               |
| Louny                    | 1 – 1 (3-4 dtr) | Neratovice-Byškovice       |
| Semily                   | 5 – 2           | Jiskra Ústí nad Orlicí     |
| Tatran Sedlčany          | 1 – 2           | Český Brod                 |
| Vysoké Mýto              | 5 – 2           | Úvaly                      |
| Nedachlebice             | 0 – 4           | 1. FC Viktorie Přerov      |
| FC Vsetín                | 1 – 1 (3-4 dtr) | Velké Karlovice-Karolinka  |
| Nova Ves                 | 4 – 3           | Bystřice nad Pernštejnem   |

## Primo turno
Al primo turno accedono 86 squadre: 23 vincitrici del turno preliminare, 15 dalla Division 2, 20 dalla CFL e 7 dalla MSFL e altre 21 squadre provenienti dal quarto livello del campionato ceco di calcio.
| Squadra 1                  | Risultato       | Squadra 2              |
| -------------------------- | --------------- | ---------------------- |
| 24 luglio 2015             |                 |                        |
| Sokol Ústí                 | 1 – 2           | Frýdek-Místek          |
| 25 luglio 2015             |                 |                        |
| Holice                     | 0 – 1           | Chrudim                |
| Admira Praga               | 0 – 3           | Graffin Vlašim         |
| Meteor Praga VIII          | 1 – 1 (4-5 dtr) | Tachov                 |
| Slavoj Český Krumlov       | 2 – 2 (4-2 dtr) | Písek                  |
| Hořovicko                  | 0 - 1           | Baník Sokolov          |
| Senco Doubravka            | 0 – 5           | Dyn. Č. Budějovice     |
| FK Litoměřicko             | 0 – 5           | Varnsdorf              |
| Nový Bor                   | 0 – 1           | Pardubice              |
| Olympia Hradec Králové     | 1 – 0           | Benešov                |
| Karlovy Vary               | 3 – 1           | Jiskra Domažlice       |
| Vilémov                    | 2 – 4           | Baník Most             |
| Neratovice-Byškovice       | 2 – 1           | Sokol Brozany          |
| Chomutov                   | 0 – 2           | Štěchovice             |
| Semily                     | 0 – 3           | Dobrovice              |
| Český Brod                 | 0 – 1           | Ústí nad Labem         |
| Sokol Jablonec nad Jizerou | 2 – 2 (3-4 dtr) | Čáslav                 |
| Vysoké Mýto                | 0 – 3           | Union 2013 Nový Bydžov |
| Dvůr Králové               | 0 – 3           | Táborsko               |
| Kladno                     | 0 – 4           | Králův Dvůr            |
| Sokol Živanice             | 2 – 4           | Převýšov               |
| Zápy                       | 2 – 2 (6-7 dtr) | Kolín                  |
| Dolní Benešov              | 1 – 2           | Jiskra Rýmařov         |
| 1. FC Viktorie Přerov      | 0 – 2           | Vyškov                 |
| Velké Karlovice–Karolinka  | 2 – 1           | Brumov                 |
| Nova Ves                   | 0 – 6           | Velké Meziříčí         |
| Líšeň                      | 1 – 2           | Hanácká                |
| Hodonín                    | 0 – 4           | Prostějov              |
| Lokomotiva Petrovice       | 0 – 1           | Vítkovice              |
| Pelhřimov                  | 1 – 4           | Znojmo                 |
| Tasovice                   | 2 – 1           | Breclav                |
| Hranice                    | 1 – 5           | Karviná                |
| Mohelnice                  | 4 – 3           | Uničov                 |
| Nový Jičín                 | 0 – 5           | Fotbal Třinec          |
| Rosice                     | 1 – 0           | 1. HFK Olomouc         |
| Slavičín                   | 4 – 0           | Viktoria Otrokovice    |
| 26 luglio 2015             |                 |                        |
| Template:Calcio Branik     | 1 – 8           | Slavoj Vyšehrad        |
| FK Brandýs nad Labem       | 0 – 2           | Loko Vltavín           |
| Trutnov                    | 0 – 4           | Hradec Králové         |
| Krnov                      | 2 – 4           | Hlučín                 |
| Šumperk                    | 0 – 3           | Opava                  |
| Stará Říše                 | 4 – 0           | Třebíč                 |
| 30 luglio 2015             |                 |                        |
| SK Klatovy 1898            | 1 – 0           | Viktoria Žižkov        |

## Secondo turno
Al secondo turno accedono 54 squadre: 43 vincitrici del primo turno e 11 squadre militanti nella 1. liga non partecipanti alle competizioni europee. Il sorteggio è stato effettuato il 17 agosto 2021.
| Squadra 1                 | Risultato       | Squadra 2          |
| ------------------------- | --------------- | ------------------ |
| 26 agosto 2015            |                 |                    |
| Stará Říše                | 2 – 3           | Vysočina Jihlava   |
| Tasovice                  | 1 – 3           | Znojmo             |
| Vyškov                    | 1 – 1 (6-7 dtr) | Hanácká            |
| 27 agosto 2015            |                 |                    |
| Slavoj Český Krumlov      | 2 – 3           | Dyn. Č. Budějovice |
| Jiskra Rýmařov            | 4 – 3           | Baník Ostrava      |
| Prostějov                 | 0 – 0 (5-4 dtr) | Fotbal Třinec      |
| 28 agosto 2015            |                 |                    |
| Union 2013 Nový Bydžov    | 0 – 7           | Slavia Praga       |
| Loko Vltavín              | 1 – 9           | Příbram            |
| Neratovice-Byškovice      | 0 – 4           | Dukla Praga        |
| SK Klatovy 1898           | 1 – 0           | Baník Most         |
| Velké Meziříčí            | 1 – 2           | Zbrojovka Brno     |
| 29 agosto 2015            |                 |                    |
| Olympia Hradec Králové    | 1 – 2           | Bohemians 1905     |
| Karlovy Vary              | 2 – 6           | Táborsko           |
| Dobrovice                 | 1 – 2           | Varnsdorf          |
| Králův Dvůr               | 1 – 1 (3-1 dtr) | Graffin Vlašim     |
| Hlučín                    | 0 – 1           | Opava              |
| Mohelnice                 | 1 – 2           | Frýdek-Místek      |
| Slavičín                  | 2 – 0           | Slovácko           |
| Velké Karlovice–Karolinka | 1 – 6           | Trinity Zlín       |
| Vítkovice                 | 2 – 2 (3-5 dtr) | Karviná            |
| Tachov                    | 2 – 2 (5-3 dtr) | Baník Sokolov      |
| Chrudim                   | 0 – 5           | Hradec Králové     |
| 30 agosto 2015            |                 |                    |
| Štěchovice                | 1 – 4           | Teplice            |
| Čáslav                    | 0 – 3           | Slavoj Vyšehrad    |
| Kolín                     | 1 – 2           | Ústí nad Labem     |
| Převýšov                  | 1 – 2           | Frýdek-Místek      |
| 2 settembre 2015          |                 |                    |
| Rosice                    | 0 – 5           | Sigma Olomouc      |

## Terzo turno
Al secondo turno accedono 32 squadre: 27 vincitrici del secondo turno e 5 squadre militanti nella 1. liga partecipanti alle competizioni europee. Il sorteggio è stato effettuato il 10 settembre 2021.
| Squadra 1          | Risultato       | Squadra 2        |
| ------------------ | --------------- | ---------------- |
| 22 settembre 2015  |                 |                  |
| Táborsko           | 1 – 2           | Dukla Praga      |
| Prostějov          | 1 – 4           | Trinity Zlín     |
| Ústí nad Labem     | 4 – 2           | Slavia Praga     |
| 23 settembre 2015  |                 |                  |
| Tachov             | 0 – 2           | Viktoria Plzeň   |
| Králův Dvůr        | 1 – 1 (4-5 dtr) | Sparta Praga     |
| Pardubice          | 3 – 0           | Teplice          |
| Varnsdorf          | 0 – 0 (2-3 dtr) | Slovan Liberec   |
| Slavičín           | 1 – 2           | Frýdek-Místek    |
| Hanácká            | 0 – 1           | Zbrojovka Brno   |
| Znojmo             | 0 – 5           | Vysočina Jihlava |
| 29 settembre 2015  |                 |                  |
| Slavoj Vyšehrad    | 0 – 2           | Jablonec         |
| SK Klatovy 1898    | 0 – 5           | Mladá Boleslav   |
| Dyn. Č. Budějovice | 2 – 5           | Příbram          |
| Opava              | 1 – 5           | Sigma Olomouc    |
| 30 settembre 2015  |                 |                  |
| Hradec Králové     | 1 – 0           | Bohemians 1905   |
| 6 ottobre 2015     |                 |                  |
| Jiskra Rýmařov     | 0 – 3           | Karviná          |

## Ottavi di finale
| Squadra 1        | Totale          | Squadra 2      | Andata | Ritorno |
| ---------------- | --------------- | -------------- | ------ | ------- |
| Ústí nad Labem   | 0 – 6           | Dukla Praga    | 0 – 3  | 0 – 3   |
| Slovan Liberec   | 1 – 1 (7-6 dtr) | Trinity Zlín   | 1 – 0  | 0 – 1   |
| Vysočina Jihlava | 2 – 3           | Sigma Olomouc  | 0 – 1  | 2 – 2   |
| Pardubice        | 2 – 3           | Sparta Praga   | 1 – 0  | 1 – 3   |
| Karviná          | 0 – 4           | Mladá Boleslav | 0 – 1  | 0 – 3   |
| Viktoria Plzeň   | 3 – 1           | Zbrojovka Brno | 2 – 1  | 1 – 0   |
| Frýdek-Místek    | 0 – 5           | Jablonec       | 0 – 2  | 0 – 3   |
| Hradec Králové   | 5 – 2           | Příbram        | 0 - 1  | 5 – 1   |

## Quarti di finale
| Squadra 1                | Totale | Squadra 2      | Andata | Ritorno |
| ------------------------ | ------ | -------------- | ------ | ------- |
| 16 marzo / 30 marzo 2016 |        |                |        |         |
| Hradec Králové           | 2 – 5  | Mladá Boleslav | 1 – 4  | 1 – 1   |
| 3 marzo / 30 marzo 2016  |        |                |        |         |
| Slovan Liberec           | 2 – 3  | Sparta Praga   | 2 – 1  | 0 – 2   |
| Dukla Praga              | 1 – 2  | Jablonec       | 0 – 0  | 1 – 2   |
| 2 marzo / 16 marzo 2016  |        |                |        |         |
| Viktoria Plzeň           | 5 – 3  | Sigma Olomouc  | 4 – 2  | 1 – 1   |

## Semifinali
| Squadra 1                 | Totale | Squadra 2      | Andata | Ritorno |
| ------------------------- | ------ | -------------- | ------ | ------- |
| 5 aprile / 13 aprile 2016 |        |                |        |         |
| Mladá Boleslav            | 1 – 0  | Viktoria Plzeň | 1 – 0  | 0 – 0   |
| 27 aprile / 4 maggio 2016 |        |                |        |         |
| Jablonec                  | 4 – 1  | Sparta Praga   | 2 – 0  | 2 – 1   |

## Finale
| Arbitro: | Karel Hrubeš |

|                        |           |  |
| Chramosta 71’ Šćuk 74’ | Marcatori |  |